# Henri Nadault de Buffon
Pour les articles homonymes, voir Nadault et Buffon.
Alexandre Henri Nadault de Buffon (1831-1890) est un magistrat français, historien, fondateur, en 1873, de la société des Hospitaliers Sauveteurs Bretons.

## Biographie
Né à Chaumont le 16 juin 1831, de Benjamin Nadault de Buffon, ingénieur de Ponts et Chaussées, il est l'arrière petit neveu du naturaliste Georges-Louis Leclerc, comte de Buffon.  
Le jeune Henri Nadault de Buffon, s'engage en juin 1848, à 17 ans, dans la Garde nationale. Il est décoré de la Légion d'honneur après avoir été blessé dans les combats des journées de Juin. 
Licencié en droit en 1852, il entre dans la magistrature. Après avoir exercé comme substitut aux tribunaux de première instance de Valognes (1856) et de Chalons-sur-Saône (1857), il est nommé, en 1863, substitut général à la cour d'appel de Rennes, puis avocat général à la même cour (1867).  Il est admis à la retraite en 1878.
Le 21 mars 1861, à Châlons-sur-Marne, il sauve un malheureux de la noyade et obtient pour son acte de courage la médaille d’or du sauvetage.
Il devient aveugle en 1872, et meurt en 1890 à Saint-Maurice.

## La création de la Société des Hospitaliers Sauveteurs Bretons

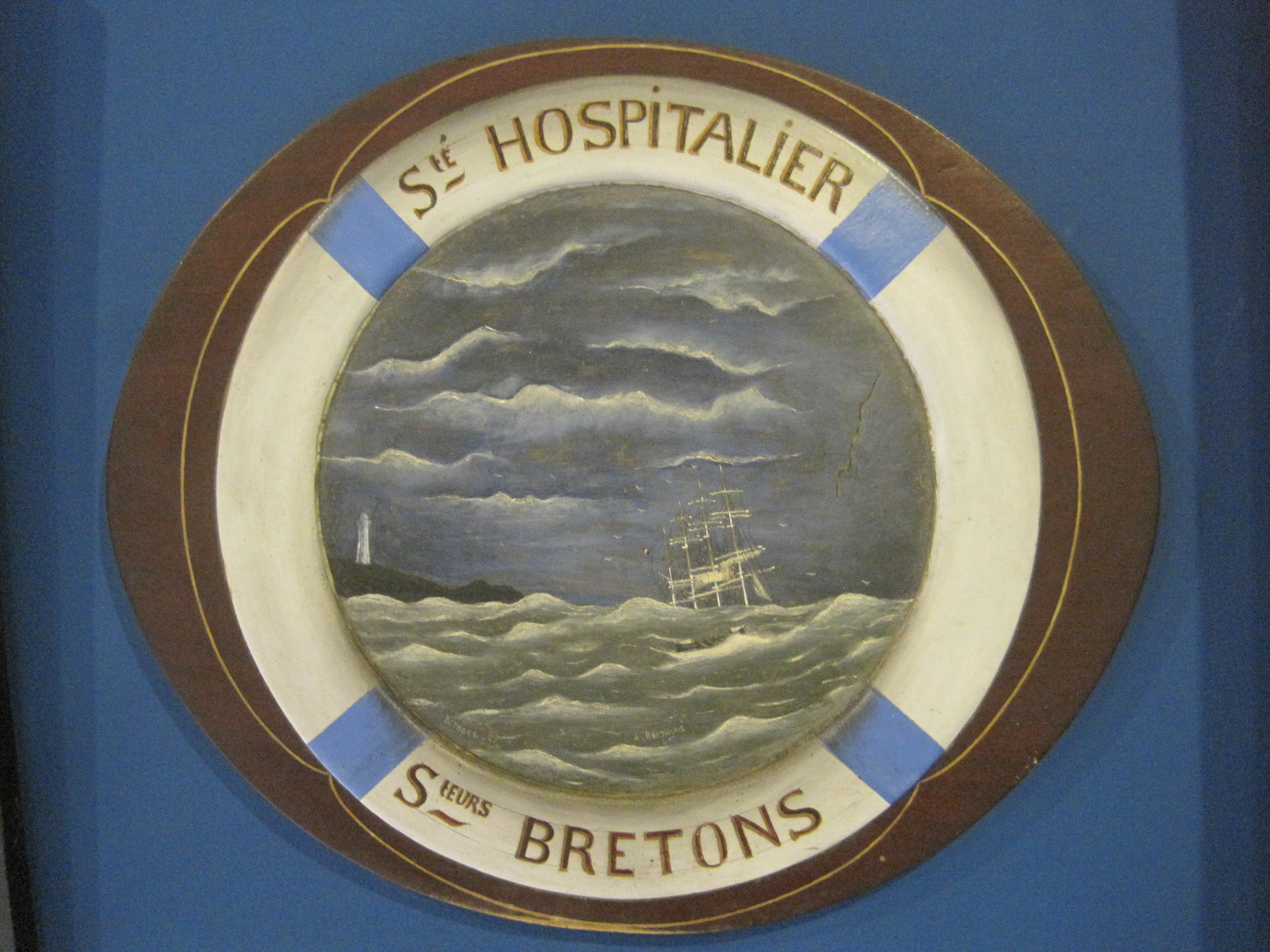
Société hospitalière des sauveteurs bretons

Henri Nadault de Buffon imagine en 1869, à Saint-Malo, les moyens de venir en aide aux personnes se trouvant en danger en mer. Il élabore les statuts de la Société des Hospitaliers Sauveteurs Bretons qui est créée à son initiative, en 1873 : Il expose que  «  cette œuvre est à la fois une institution de sauvetage et de sauveteurs et une société de bienfaisance, de moralisation et d’encouragement au bien ». L'association, à l'origine, est donc une société de secours mutuel, affiliée aux Œuvres Hospitalières de l'Ordre de Malte. Rapidement elle œuvre à la création de postes de secours, d’abord sur les départements bretons, puis sur tout le littoral, au moyen de doris confiés à des retraités de la Marine Nationale. 
En 1967, à la demande du gouvernement, la Société Centrale de Sauvetage des Naufragés et la Société des Hospitaliers sauveteurs Bretons fusionnent. La Société Nationale de Sauvetage en Mer est créée.  Les Hospitaliers Sauveteurs Bretons apportent à la SNSM 250 postes de secours répartis sur 210 sections littorales.

## Œuvres
- Le colonel Niepce, Rennes, A. Leroy fils, 1869, 78 p. (lire en ligne)
- Une question d'ordre publlic. La surveillance de la haute police, Paris, Ainé, 1871, 120 p. (lire en ligne)
- De la régénération morale et sociale de la France, Paris, C. Douniol, 1878, 23 p. (lire en ligne)